# Филлипс, Майкл
Майкл Филлипс (англ. Michael Phillips; род. 1942) — фигурист из Великобритании, серебряный призёр чемпионата мира 1963 года, чемпион Европы 1963 года, двукратный чемпион Великобритании 1962—1963 годов в танцах на льду. Выступал в паре с Линдой Ширмен.
После завершения соревновательной карьеры Майкл Филлипс работал тренером в Англии.

## Спортивные достижения
(с  Линдой Ширмен)
| Соревнования/Сезоны       | 1961 | 1962 | 1963 |
| ------------------------- | ---- | ---- | ---- |
| Чемпионаты мира           |      | 4    | 2    |
| Чемпионаты Европы         | 3    | 2    | 1    |
| Чемпионаты Великобритании |      | 1    | 1    |